# Мрњавчевићи
Мрњавчевићи су српска средњовековна династија, чији су најистакнутији припадници били носиоци српског краљевског (1365-1395) и деспотског достојанства. Најзначајнији чланови ове великашке породице били су: краљ Вукашин (1365-1371), краљ Марко (1371-1395) и деспот Угљеша (1365-1371). У време слабљења и распада Српског царства, Мрњавчевићи су владали великим делом историјске области Македоније.

## Порекло
Ова породица се први пут јавља у изворима од времена цара Душана па до почетка 15. века. Међутим, под тим именом нису познати из тог времена, него из познијих извора, од времена дубровачког историчара Мавра Орбина у чијем делу су први трагови забележене народне традиције. Мрњавчевићи су тако називани и у српској народној епској поезији, из које је њихово презиме ушло у савремену историографију.
Према Орбину, они воде порекло из далматинског залеђа. Њихов отац је био осиромашени властелин Мрњава или Мрња из Ливна, који се затим преселио ког Благаја на Неретви. Одатле га је цар Душан позвао себи на двор. На ово име подсећа и Мрњан (Merganus), који се помиње у једној повељи из око 1280. године у Требињу као казнац краљице Јелене. Да је њихово порекло везано за ове области сведочи и први помен Угљеше, који је 1346. био кратко време намесник цара Душана у Требињу.
По Халкохондилу, једна од браће је био пехарник, а други коњушар на двору цара Стефана. Вукашин се тек марта 1350. године јавио први пут као жупан у Прилепу. Од тада је почео нагли успон браће Мрњавчевић, који је везан за македонске, јужне делове српске државе.
У народној епској поезији помиње се и трећи брат, Гојко, али он није познат у историји. Међутим, у историји је позната њихова сестра Јелена, која се око 1350. године удала за Николу Радоњу, најстаријег сина севастократора Бранка Младеновића, господара Охрида, претка потоњих Бранковића.

## Историја
Након смрти цара Душана, Вукашин Мрњавчевић избио је у ред најзначајније српске властеле, а затим обласних господара. Добивши претходно за кратко деспотску титулу, он је 1365. године крунисан за краља и постао савладар цара Уроша. Крунисање је обавио патријарх Сава IV уз благослов царице Јелене и њеног сина Уроша. Вероватно је још тада за младог краља проглашен најстарији Вукашинов син Марко. Овај чин је изазвао незадовољство остале властеле, јер је тиме била угрожена династија Немањића, а фаворизована нова династија Мрњавчевића. Легалност проглашења за краља потврђује и ковање заједничког новца у ковници цара Уроша, као и фреско-портрети у цркви Св. Николе у манастиру Псачи, где су представљени заједно. Вукашин је са цареве леве стране, што је уобичајена поза у приказивању савладара.
Поред центра у Прилепу, Вукашин је за време цара Уроша завладао Скопљем и Призреном. По неким изворима је и Приштина припадала Вукашину. Проширивши се на делове Косова, Мрњавчевићи су дошли у сукоб са Николом Алтомановићем и Лазаром Хребељановићем. До битке је дошло на Косову 1369. године, а у том сукобу цар Урош се ставио на страну рашке властеле. Мрњавчевићи су однели победу над Николом Алтомановићем и од тада је прекинута сарадња између цара и његовог савладара, тако да је од тада Вукашин иступао потпуно самостално. Но, то му није помогло да се успешно супротстави Турцима, па је у одлучном сукобу са њима на Марици, 26. септембра 1371. године и сам погинуо. Само нешто више од два месеца надживео га је цар Урош, који је умро 4. децембра исте године.
Вукашин је био ожењен Јеленом (која се у изворима још зове Аљена и Јевросима), која се после Маричке битке замонашила као монахиња Јелисавета и умрла после 1388. Из тог брака родила су се четири сина: Марко, Иваниш, Андријаш и Дмитар и једна ћерка Оливера, која је била удата за Ђурђа  Балшића.
После смрти Вукашина и Уроша, Марко је био једини крунисани у српским земљама. Пространу област Мрњавчевића поделили су међу собом остали српски обласни господари. Највећи део запосела су браћа Драгаш, Јован и Константин. Марку је остала мала територија у западној Македонији са центром у Прилепу. Међутим, Марко је морао да прихвати вазалне односе према султану Бајазиту I. Живот је завршио у бици на Ровинама, где је учествовао на турској страни као вазал. Константин Филозоф му приписује речи пре боја, да би волео да хришћани победе „макар ја био међу мртвима у овом рату“. У каснијим временима, у народној традицији, несразмерно његовој историјској улози, лик Краљевића Марка је идеализован до крајњих граница, али сразмерно тежњи поробљеног народа за жељеном слободом.
О млађем Марковом брату, Андријашу, нема пуно података. Зна се да је, одвојено од Марка, као обласни господар управљао једним делом очевих земаља у западној Македонији. Његову релативну самосталност потврђује ковање сопственог новца, као и ктиторски натпис у цркви Св. Андрије на Тресци.
Најмање података има о четвртом Вукашиновом сину, Иванишу. По неким изворима он је други по реду, одмах после Марка. Исти извор наводи да је Иваниш рано отишао у Зету код Балше II и заједно са њим погинуо у бици на Саурском пољу 1385. године.
С друге стране, Угљеша је био ожењен Јеленом (касније монахиња Јефимија), ћерком кесара Војихне, господара Драме. Са титулом великог војводе, он је заједно са тастом загосподарио читавим крајем на граници Романије. Иако се није сретао међу дворанима царице и монахиње Јелене-Јелисавете на двору у Серу, она га је називала вољеним нећаком преузвишене деспине Србије. Све те родбинске везе су утицале да он веома брзо постане водећа личност Серске државе, тада већ осамостаљене велике области. 1365. године Угљеша је од царице Јелене преузео власт у Серу, са титулом деспота, коју је управо у то време добио од цара Уроша. Серска област имала је велики економски и политички значај, а у њеном саставу било је и полуострво Халкидики са Светом гором.
Угљеша Мрњавчевић је у браку са Јеленом имао само једно дете, Угљешу Деспотовића, који је умро са 4 године и сахрањен у манастиру Хиландар.

## Грб Мрњавчевића
На сребрном штиту се налази црвени крст, око њега четири плава оцила окренутих ка њему, а преко крста, у центру штита, сребрни двоглави орао. Над штитом је кацига, а на кациги краљевска круна из које се појављује гола женска фигура која у десној руци држи заставу. Застава коју жена држи је по висини подељена на црвену и белу половину, а преко ње је двоглави орао са по круном на обе главе, такође по висини подељен на црвену и белу половину, али у супротним бојама. Верује се да је женска фигура у челенци грба приказ виле Равијојле, која често у српским епским песмама прати Марка Краљевића, тј. принца Марка Мрњавчевића.
Грб Мрњавчевића приказан је још у Фојничком грбовнику из године. Грб краља Вукашина приказао је и Мавро Орбин у свом делу "Il regno de gli Slavi" објављеном 1601. Утврђено је да је Мавро као извор користио Илирски грбовник. Поједини ранији истраживачи, међу њима и Стојан Ненадовић, сматрали су да је Илирски грбовник млађи од Орбиновог дела, па чак и да је његовом творцу Орбин био непосредни узор. Ипак, у каснијим истраживањима показано је да је редослед у ствари обрнут и да је Орбин из Илирског грбовника преузео неколико знамења, између осталог и грб Мрњавчевића, који је означио као “Arma di Vucascino re di Servia”. Грбовник Коренића-Неорића показује оцила готово идентичним са онима на дечанском полијелеју, што сведочи да је састављач Охмућевићевог грбовника био упознат са елементима српске хералдике (1595).
Појављује се и другачија верзија грба Мрњавчевића. Овај грб је конструисан је на основу печата краља Вукашина од 5. априла 1370, а од првог грба разликује се по томе што је на штиту једноглави орао и што је у челенци женска глава са круном и минђушама, веома слична портретима краљица на српским фрескама 14. века. Јастучић испод женске главе је украшен на сваком углу са по три куглице.

## Родослов
1. Мрња(ва)
  1. Вукашин Мрњавчевић (?-1371), жупан, деспот, од 1336. краљ. Оженио Јелену.
    1. Марко Мрњавчевић (?-1395), краљ. Оженио се прво Јеленом, кћери Хлапеновом, затим Тодором Гргуровом.
    2. Андријаш Мрњавчевић
    3. Иваниш Мрњавчевић
    4. Дмитар Мрњавчевић, велики жупан Зарандске жупаније и кастелан града Вилагоша.[5]
    5. Оливера Мрњавчевић, удата за Ђурђа I Балшића.
    6. Милица Мрњавчевић, удата за Страцимира Балшића

  2. Угљеша Мрњавчевић (?-1371), деспот. Оженио се око 1336. Јеленом, кћерком ћесара Војихне Немањића, која се касније замонашила као монахиња Јефимија.
  3. Јелена, удата за Николу Радоњу.
  4. Гојко Мрњавчевић, о њему нема писаних података.